# Chiesa della Santissima Trinità (Treviri)
La chiesa della Santissima Trinità (in tedesco: Kirche Heiligen Dreifaltigkeit), anche conosciuta come chiesa dei Gesuiti (in tedesco: Jesuitenkirche), è un luogo di culto cattolico del centro storico di Treviri, in Germania.

## Storia
La chiesa della Santissima Trinità fu costruita a partire dalla metà del XIII secolo come chiesa dell'annesso convento francescano. Quando, nel 1570, quest'ultimo passò ai Gesuiti, anche la chiesa divenne dell'ordine.
I Gesuiti vi rimasero fino al 1773; nel 1779, per volere dell'arcivescovo di Treviri Clemente Venceslao di Sassonia, il convento divenne sede del seminario. Il seminario fu chiuso nel 1794 a causa dell'arrivo delle truppe rivoluzionarie francesi e la chiesa, che rimase aperta al culto fino al 1798, in seguito al Concordato del 1801 venne trasformata in tempio della ragione. Venne riaperta al culto nel 1818 come chiesa simultanea, per poi passare , nel 1819, alla chiesa riformata luterana.
Nel 1856, in seguito alla cessione ai luterani della basilica Palatina di Costantino, la chiesa venne data definitivamente ai cattolici e l'annesso ex-convento divenne nuovamente sede del seminario diocesano, ruolo che ricopre tuttora.

## Descrizione

Interno

La chiesa della Santissima Trinità è un imponente edificio in stile gotico.
La facciata, stretta a destra dall'edificio dell'ex convento, sede del seminario, è caratterizzata dal grande portale d'ingresso in pietra. Ai due lati della porta, che è sormontata da una cuspide riccamente scolpita, si innalzano due guglie. Sopra il portale, vi è una grande polifora. Lungo le due fiancate della chiesa, si notano i contrafforti, intervallati dalle alte trifore, che danno luce all'interno.
L'interno della chiesa è a sala, con tre alte navate coperte con volta a crociera separate da due file di pilastri polistili. Lungo la navata laterale di destra, si trova il monumento funebre di Friedrich Spee von Langenfeld, con edicola marmorea contenente la statua del Gesuita. Le vetrate delle finestre sono state realizzate nel 1951 da Reinhard Hess.
L'abside è dotata di due navatelle, più strette e più basse rispetto alle due navate che affiancano la navata. In fondo, si trova l'altare maggiore, realizzato nel 1727 in stile barocco e caratterizzato dalla statua della Madonna, posta sopra un alto piedistallo.
Sotto la chiesa vi è la cripta, in cui sono sepolti Friedrich Spee von Langenfeld, gesuita (1591-1635) e il beato Jean-Martin Moyë (1730-1793). Inoltre, è in questa chiesa che, nel 1818, Karl Marx ha ricevuto la confermazione luterana.
Sulla cantoria in controfacciata si trova l'organo a canne, costruito nel 1995 dalla ditta organaria Klais (opus 1730). Lo strumento, a trasmissione mista (meccanica per i manuali e il pedale, elettrica per i registri) si articola in tre corpi racchiusi entro casse lignee in stile contemporaneo; la sua consolle, a finestra, ha due tastiere di 56 note ciascuna ed una pedaliera concavo-radiale di 30.